# Yankee-kun to Megane-chan
Yankee-kun to Megane-chan (ヤンキー君とメガネちゃん Yankee-kun to Megane-chan?) es un manga escrito e ilustrado por Miki Yoshikawa. La serie comenzó como un cuento de tres partes que más tarde fue desarrollado en una serie y es serializado en la revista Shūkan Shōnen Magazine de Kodansha desde el 18 de octubre de 2006. Está siendo compilada en volúmenes por tankōbon de Kodansha, que ha publicado diecinueve volúmenes y una guía oficial desde el 17 de junio de 2010. Reseñas a la serie han sido muy positivas.  Además la serie ha sido licenciada en Chino e Inglés en Singaporean de la editorial Chuang Yi bajo el título Flunk Punk Rumble. Desde el 24 de febrero de 2010, se han publicado nueve volúmenes en chino y tres en inglés.

## Argumento
Daichi Shinagawa era un yankee (término japonés para los delincuentes) que no quería tener nada que ver con la escuela secundaria. Hana Adachi, es la dedicada representante de la clase, sin embargo, debido a la indiferencia de Shinagawa a la escuela ella no lo permite y lo molesta constantemente a participar en la vida escolar. Shinagawa es el primero en estar confundido sobre por qué ella lo está constantemente molestando, hasta que descubre su secreto.
Mientras que puede parecer la típica representante, Adachi en realidad no es muy inteligente y que carece de sentido común, y Shinagawa finalmente se entera de que Adachi es una ex delincuente. Lamentando ser un Yankee durante sus años de escuela intermedia, Adachi decide cambiar y lograr su sueño de convertirse en la mejor representante de la clase. Ella decide ayudar a Shinagawa para que no sigan haciendo el mismo error que ella cometió. Así comienza la aventura de estos dos amigos poco fiables y sus compañeros de clase.

## Personajes

### Personajes principales
Daichi Shinagawa (品川 大地 Shinagawa Daichi?)
el  chico "Yankee" de la escuela preparatoria Monshiro High School, típico delincuente de mal genio que no le gusta ser molestado y que no tiene planes ni sueños para su futuro. No suele tener ninguna clase de interés en su vida escolar.durante su primer año en Monshiro High School conoce a Hana Adachi quien progresivamente lo hará cambiar de opinión. Su asignatura favorita son las matemáticas.
Hana Adachi (足立 花 Adachi Hana?)
Al principio de la historia Adachi parece ser solo una chica frágil que ostenta el cargo de representante de la clase, la fragilidad que aparenta es reamente una ilusión. Adachi es conocida por estar siempre junto al delincuente de la escuela preparatoria Monshiro High School, Daichi Shinagawa.
Seiya Chiba (千葉 星矢 Chiba Seiya?)
Compañero de clases de Daichi y Hana, tiene una personalidad cobarde y endeble, afectándole profundamente casi cualquier cosa que le suceda, contrastando mucho con su aspecto físico, el cual es imponente, siendo muy alto y con un aspecto temible, gracias a su forma de mirar y a una cicatriz notable que se extiende a través de la frente y parte de la ceja izquierda, lo que suele hacer que lo confundan con un terrible delincuente.
Rinka Himeji (姫路 凜風 Himeji Rinka?)
seguidora de Adachi en la escuela media, que se transfiere a la escuela secundaria Monshiro High School, para volver a ser la kohai de Hana. Rinka tiene un comportamiento muy a lo gánster incluso llegando a denominarse a sí misma como "la pantera Sangrienta".Rinka tiene una inusual fijación por los quehaceres domésticos, disfrutando hacer labores hogareñas como limpiar, cocinar o lavar la ropa
Gaku Izumi (和泉 岳 Izumi Gaku?)
Izumi es el vicepresidente adjunto del consejo estudiantil, junto con Shinagawa. su primera aparición en la historia fue durante las elecciones del consejo estudiantil, donde se revela también que es un Ex delincuente Yankke como Hana Adachi. Durante toda la historia él y Shinagawa suelen competir fervientemente por cualquier cosa, forjándose poco a poco una amistad basada en la rivalidad. Izumi es muy bueno en la lucha, incluso siendo capaz de bloquear una patada de Adachi, aunque posteriormente no logra vencerla. Izumi también es bueno en el estudio, ocupando los primeros lugares del ranking (sus calificaciones están en segundo lugar en la calificación total de la preparatoria Monshiro High School), suele aparenta tener una personalidad fría, sádica y apatica, pero que en realidad se pone muy emocionado hasta en las cosas más pequeñas. Solía estar en una pandilla de motocicletas y todavía le encanta llevar su traje de pandilla. Él es muy amigo de Kagawa.

### Personajes secundarios
Makoto Kumagaya (熊 谷 真 Makoto Kumagaya?)
Es una estudiante del mismo año que Shinagawa, apareció por primera vez en el capítulo 39 y se pensaba que era un hombre porque en su avatar de juego era un personaje masculino. Ya que ella no salía del mundo del juego, fue ayudado por el consejo estudiantil (en especial por parte de Chiba), y por lo tanto se hicieron buenos amigos con los miembros del consejo estudiantil. Se menciona en el capítulo 50 que todavía de vez en cuando juega el juego en línea con Shinagawa. Ella no sabe que Chiba ha desarrollado sentimientos hacia ella.
Kawasaki (川 崎?)
Es un amigo de la infancia de Makoto que está preocupado por ella dedibo a su adicción al juego y su inasistencia a la escuela. Mokoto estaba molesta porque pensaba que lo perdería a kawasaki debido a que empezaron a distanciarse y además él comenzó a tener interés en las chicas, conduciendo a su comportamiento distante.
Hikaru Akita (秋田 光 Akita Hikaru?)
Es un estudiante de tercer año y es el expresidente del Consejo estudiantil, se le ve siempre con un abanico en la mano. A simple vista paaece una persona simple. Como la mayoría del consejo estudiantil, también es un ex delincuente, pero pierde el control al ser llamado "niña" - cuando está en este estado, incluso Shinagawa e Izumi le temen. Se demuestra que la única forma de pararle es que una chica lo golpee en sus partes privadas. Akita, se hace novio de la hermana mayor de Shinagawa y ambos asisten a la misma universidad.